# Crainhem (stație de metrou din Bruxelles)
fr  Crainhem / nl  Kraainem este o stație a liniei 1 a metroului din Bruxelles și este situată în cartierul cu același nume din comuna Woluwe-Saint-Pierre, la limita administrativă cu Woluwe-Saint-Lambert, în Regiunea Capitalei Bruxelles din Belgia.

## Istoric
Împreună cu stația Stockel / Stokkel, Crainhem / Kraainem a fost deschisă pe 31 august 1988, odată cu prelungirea liniei 1B de la Alma spre Stockel / Stokkel.
Numele său, inițial doar în versiunea flamandă „Kraainem”, a fost decis de ministrul federal belgian al Transporturilor, Herman De Croo, deși stația este situată pe teritoriul Regiunii capitalei Bruxelles, la câteva sute de metri distanță de comuna Kraainem. Totuși, în fața gurii de metrou, dar pe cealaltă parte a străzii, a fost montat un panou indicând granița administrativă dintre Regiunea Capitalei Bruxelles și provincia Brabantul flamand.

## Caracteristici
Stația asigură corespondențe cu liniile de autobuz 76, 77 și 79 ale societății de transport public bruxelleze MIVB-STIB, cu linia Conforto Bis a societății de transport valone TEC sau cu liniile 315, 316, 317 și 352 spre Louvain ale operatorului flamand De Lijn.
În apropierea stației se află o parcare de tip Park and ride cu 172 de locuri.
În contrast cu majoritatea stațiilor metroului din Bruxelles, în stația Crainhem / Kraainem nu este expusă nici o lucrare de artă.

## Locuri importante în proximitatea stației
- Facultatea de Medicină a Université catholique de Louvain.
- Centrul Sportiv Mounier